# Andrew Vlahov
Andrew Mitchell Vlahov (Perth, 1º aprile 1969) è un ex cestista australiano.

## Carriera
Con l'Australia ha disputato quattro edizioni dei Giochi olimpici (Seul 1988, Barcellona 1992, Atlanta 1996, Sydney 2000) e tre dei Campionati oceaniani (1990, 1994, 1998).

## Palmarès
- Campione NIT (1991)